# Dublin (Georgia)
Dublin è una città degli Stati Uniti d'America, situata nella contea di Laurens nello Stato della Georgia.